# جیمز شفر
جیمز کریستین شِیفر (به انگلیسی: James Christian Shaffer) معروف به "Munky" "مانکی" و "مانک" متولد ۶ ژوئن ۱۹۷۰، (۱۶ خرداد ۱۳۴۹) در رزویل کالیفرنیا یک نوازنده آمریکایی گیتار در گروه کورن است.